# Stalheim

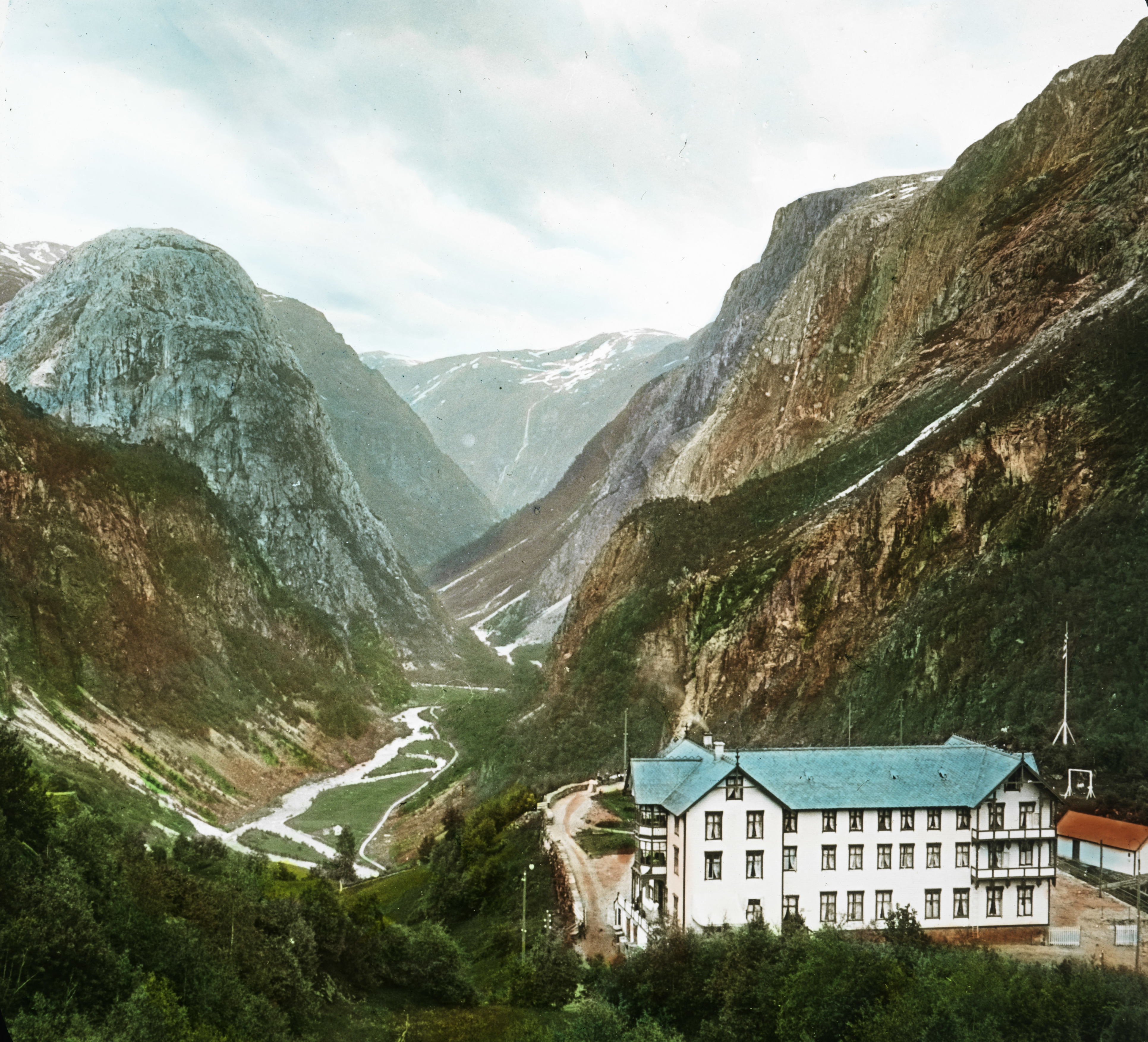
Stalheim Hotel (1910)

Stalheim ist ein Ort in der Kommune Voss in der westnorwegischen Provinz Vestland. Er bestand ursprünglich aus den Höfen Stalheim, Sivle, Brekke und Solheim sowie deren Tagelöhnerbehausungen.

## Lage
Stalheim liegt oberhalb einer Schlucht, die Haugsvik am See Oppheimsvatnet auf etwa 330 Metern über dem Meeresspiegel vom Nærøydalen auf etwa 100 Metern über dem Meeresspiegel trennt. Der Fluss Stalheimselvi fließt an Stalheim vorbei und bildet unterhalb von Stalheim den 126 Meter hohen Stalheimsfossen. Die Herkunft des Namens Stalheim ist nicht eindeutig geklärt, er könnte jedoch von altnordisch staðall kommen, was mit "aufrecht stehen" oder "der Steher" übersetzt werden und möglicherweise auf den fast senkrecht fallenden Wasserfall zurückgehen kann. Nördlich von Stalheim zweigt das Tal Brekkedalen ab, das auf das Vikafjellet und von dort aus bis nach Vik i Sogn am Sognefjord führt.

### “Den Bergenske Kongevei”
Schon seit dem Mittelalter führte der wichtigste Verbindungsweg zwischen Ostnorwegen und Westnorwegen von Voss über Stalheim nach Gudvangen und von dort aus mit dem Boot nach Lærdal. Im Jahre 1647 gründete der dänische Statthalter in Norwegen, Hannibal Sehested, das erste norwegische Postwesen. Der alte Weg zwischen Ost und West wurde damit zum „Königlichen Postweg“ (Den Bergenske Kongevei) zwischen Oslo und Bergen. Die Bauern entlang des Weges waren mit der Instandhaltung und dem Transport der Post auf diesem Postweg verantwortlich. Als Gegenleistung erhielten diese „Postbauern“ Privilegien, wie zum Beispiel die Ausnahme vom Militärdienst oder von der Pflicht, königliche oder geistliche Reisende zu transportieren.
Post und Reisende wurden auf dem Nærøyfjord gerudert und so nach Gudvangen gebracht. Von Gudvangen aus führte der Weg durch das Nærøydalen bis zum steilen Aufstieg nach Stalheim. Bis in die 1840er Jahre hinein bestand der Weg die Stalheimschlucht hinauf nur aus einem unbefestigten Bergpfad. Der Hof Stalheim oberhalb der Schlucht wurde 1647 zum Posthof und etwa 100 Jahre später war die Menge der Reisenden auf dem Postweg so weit angestiegen, dass eine Skysstasjon, eine einfache Herberge für Reisende und ein Stall zum Auswechseln der Pferde, errichtet wurde. Diese erste Unterkunft in Stalheim ist heute im dortigen Freilichtmuseum zu sehen.

### Stalheimskleiva

Stalheimskleiva und Stalheim Hotel, 1890

In den 1840er Jahren war das Postaufkommen so umfassend geworden, dass eine sicherere und schnellere Verbindung zwischen Gudvangen und Voss nötig wurde. 1842 erhielt der Offizier und Straßenbauingenieur Henrik Christian Finne (1762–1870) den Auftrag, eine Straße die  steile Stalheimskleiva (kleiv - Schlucht) hinauf zu errichten. Die Bauarbeiten, die hauptsächlich mit Dynamit und von Hand ausgeführt wurde, dauerten drei Jahre, bis die Straße 1847 eröffnet werden konnte. Die knapp zwei Kilometer lange, ebenfalls Stalheimskleiva genannte Straße überwindet in 14 Haarnadelkurven etwa 270 Höhenmeter und war bis zur Eröffnung des Stalheims- und des Sivletunnels 1980 Teil der Europastraße 16. Mit einer Steigung von bis zu 1:5 galt sie als steilste Landstraße Nordeuropas. Ab 1936 war das befahren mit Bussen und Lastwagen möglich, dazu wurden einige Kurven ausgeweitet und in den 1980er Jahren wurde die Stalheimskleiva asphaltiert. Ansonsten ist die Straße weitgehend im ursprünglichen Zustand und als Kulturdenkmal geschützt. Ab 2012 war es nur noch möglich, die Straße bergauf zu befahren, nach einer Lawine 2020 wurde die Straße schließlich für den Verkehr gesperrt und soll nun in ihre ursprüngliche Form zurückversetzt werden.

## Stalheim Hotel
Der Ort wurde zu einem der ersten Ziele des Tourismus in Norwegen und 1885 wurde die Poststation durch das erste Hotel ersetzt. Dieses brannte 1900 ab und wurde durch ein weiteres ersetzt, dass 1902 abbrannte, ebenso wie dessen Nachfolger, das im bis dato schlimmsten Brand 1959 zerstört wurde. Das derzeitige Hotel wurde 1960 errichtet und ist aus Brandschutzmaßnahmen das erste, das nicht hauptsächlich aus Holz, sondern aus Beton errichtet wurde.
Seit 1865 konnte der Ort Gudvangen auch mit dem Dampfschiff erreicht werden und Stalheim wurde damit für den Massentourismus wichtig. Pferdefuhrwerke brachten die Touristen zu diesem landschaftlich sehr reizvollen Ort. Als berühmteste Gäste im Hotel gelten der deutsche Kaiser Wilhelm II., der hier 25 Sommer am Stück verbrachte, sowie der schwedisch-norwegische Unionskönig Oskar II., an die jeweils ein Gedenkstein erinnert.

## In Kunst und Kultur

Johan Christian Dahl – Fra Stalheim, 1842

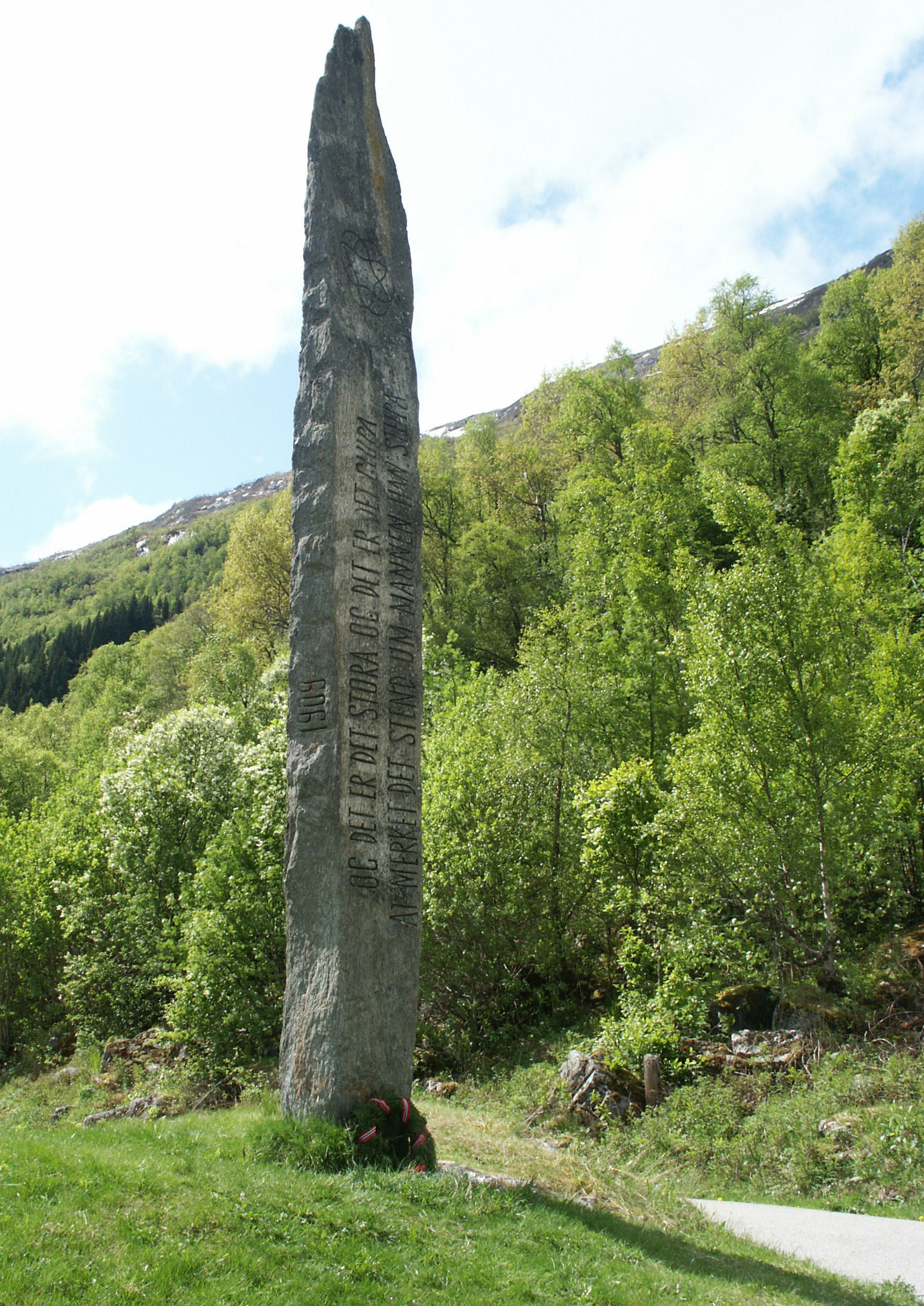
Der Sivlestein in Stalheim. Foto: Frode Inge Helland

Viele Maler aus der Epoche der Nationalromantik wählten Stalheim als Motiv. Das bedeutendste Werk ist das 1842 gemalte Bild „Fra Stalheim“ vom norwegischen Maler Johan Christian Dahl. Es gilt als eines der zentralen Bilder der norwegischen Nationalromantik und ist in der Nationalgalerie in Oslo ausgestellt.
Der Dichter Per Sivle wuchs auf dem Hof Brekke in Stalheim auf und verewigte die Gegend in mehreren seiner Werke, darunter seinem bekanntesten Werk Berre ein hund (Deutsch: Nur ein Hund). Ihm zu Ehren wurde 1909 an der Einfahrt zur Stalheimskleiva ein Gedenkstein errichtet.
Eine Verfilmung von Berre ein hund vom norwegischen Staatsfernsehen NRK wurde in Stalheim und Umgebung gefilmt und hatte als Weihnachtsfilm am Heiligabend 1975 Premiere.